# Bulletman e Bulletgirl
Bulletman e Bulletgirl (Bulletman and Bulletgirl) sono due supereroi della Fawcett Comics creati da Bill Parker e Jon Smalle su Nickel Comics n. 1 nel maggio 1940.

## Biografia dei personaggi
Jim Barr era il figlio di un ufficiale di polizia che fu ucciso per aver combattuto il crimine. Come molti dei personaggi dell'epoca, utilizzò la chimica per sviluppare i propri poteri: nel suo caso una massa muscolare preponderante ed un cervello più potente. Inventò anche un elmetto regolatore di gravità, che gli permetteva di volare e di deviare in proiettili (da cui derivò il nome "Bulletman").
Poco dopo che Jim cominciò la sua carriera anti-crimine, creò un secondo elmetto per la sua ragazza, e poi sua moglie, Susan Kent, che adottò il nome di Bulletgirl.
Bulletman e Bulletgirl furono i secondi personaggi più popolari della Fawcett Comics, dopo Capitan Marvel e la Famiglia Marvel. Furono acquisiti dalla DC Comics insieme al resto dei personaggi stabili della Fawcett Comics nel 1972. Tuttavia, i personaggi persero l'approvazione del pubblico prima della suddetta acquisizione, che permise alla AC Comics di ristampare le loro avventure della Golden Age.
Durante questo periodo, Bulletman e Bulletgirl comparvero con i loro compagni della Fawcett per formare la Squadron of Justice del Mago Shazam contro le forze di King Kull. Il loro aspetto anagrafico era identico a quello degli anni quaranta per motivi sconosciuti. Successivamente comparvero qualche volta insieme a Capitan Marvel e la sua Famiglia.
Bulletman e Bulletgirl furono poi reintrodotti nella continuità DC come membri della All-Star Squadron. Per esempio, fu stabilito che durante la Seconda guerra mondiale, Bulletman incontrò la Lanterna Verde Abin Sur. Nei numeri 39 e 40 di Starman (1998) James Barr venne accusato di essere un traditore degli Stati Uniti. Fu in qualche modo implicato nell'attacco nazista sulla linea di difesa della Normandia a New York. Queste accuse furono rilasciate quando la verità venne fuori: in quei momenti, Jim stava salvando la vita di Ted Knight, padre di Jack Knight, in Alaska proprio durante lo sbarco in Normandia.
Limitato dalle promesse di riservatezza dello stesso Governo di perseguirlo, Barr dovette darsi alla fuga con Ted Knight mentre Minute Man tentava di far revocare la sentenza. Capitan Marvel, molto più giovane di Bulletman, lottò con Ted Knight per arrestare Jim Barr. Purtroppo fallì quando Ted Knight si fece aiutare anche da alcuni ufficiali di polizia umani.

### Windshear
In Il potere di Shazam n. 32 (novembre 1997), James Barr e Susan Kent-Barr ebbero una figlia di nome Deanna Barr, che indossò l'elmetto di sua madre e operò per qualche periodo sotto il nome di Windshear (da non confondere con il supereroe Marvel omonimo). Entrò in squadra con suo padre nella sua ultima avventura, per salvare Billy Batson, Mary Bromfield e Freddy Freeman dal criminale Chain Lightning.

### Bulleteer
Nel 2005, una nuova Bulletgirl conosciuta come Bulleteer fu introdotta come uno dei sette dei Sette Soldati della Vittoria di Grant Morrison. Non è correlata ai vecchi eroi, sebbene il suo costume sia un'estensione ispirata ai loro. Nel numero 3, Susan Barr comparve in un breve cameo, visitando il suo successore.

### Crisi infinita
Bulletman e Bulletgirl ricomparvero più tardi nelle pagine di Crisi infinita sulla nuova rinata Terra-S insieme a tutti i supereroi della Fawcett.

### The Weeper
Bulletman e Bulletgirl combatterono parecchi nemici durante la loro carriera nella Fawcett comics, ma solo uno di loro li raggiunse nella DC. Il suo nome era Weeper. Era un criminale che controllava le menti e un assassino che piangeva per le sue vittime e causava tragedie ovunque qualcuno fosse felice. Si unì al Joker in Justice League of America n. 136, quando i membri della Justice League visitarono la Terra-S, casa dei supereroi della Fawcett. È considerato il loro arci-nemico e il peggior criminale con cui abbiano avuto a che fare.

## Altre versioni
Alla fine degli anni settanta, la compagnia di giocattoli della Hasbro produsse un pupazzo Bulletman, senza licenza, per la serie di giocattoli dei G.I. Joe. Questo giocattolo alto mezzo metro era davvero rassomigliante al look del personaggio della Fawcett, tranne che aveva le braccia in finto argento metallizzato e le gambe nude.
Bulletman e Bulletgirl comparvero anche nel fumetto di Alex Ross e Mark Waid Kingdom Come, come membri della nuova Justice League di Superman.